# Fața Abrudului
Fața Abrudului falu Romániában, Erdélyben,  Fehér megyében.

## Fekvése
Vârşi mellett fekvő település.

## Története
Faţa Abrudului korában Vârşi része volt. 1956-ban vált külön településsé 188 lakossal. 1966-ban 209, 1977-ben 173, 1992-ben 161, a 2002-es népszámláláskor 150 román lakosa volt.